# Sāvatthī
Sāvatthī ou Śrāvastī ou Shravasti (hindî : श्रावस्ती) est une ancienne cité de l’Uttar Pradesh en Inde. Au temps du Bouddha, c'était l'une des six grandes villes de l’Inde et la capitale du Kosala. Le Bouddha y aurait passé plus de la moitié de sa vie monastique, en particulier dans le monastère de Jetavana, devenu lieu de pèlerinage. C’est aussi une ville importante pour le jaïnisme, lieu de naissance des tîrthankaras Sambhavanath et Chandraprabha. Mahāvīra y aurait vécu. Les Ājīvika y avaient aussi des adeptes.

## Géographie
Sāvatthī est située dans la plaine indo-gangétique, près de Balrampur, à environ 120 km au nord de Lucknow.

## Histoire

### Origine selon la tradition
Selon le Rāmāyana, Sāvatthī fut fondée lorsque Raghava Rama, roi du Kosala, partagea son royaume entre deux fils, Lava et Kusha. Le premier établit sa capitale à Savatthi qui dominait le Nord du Kosala, et le second à Kushavati. Selon le Mahābhārata, la ville doit son nom au roi légendaire Shravasta, mais selon les bouddhistes, l’éponyme est le sage Savattha. Une étymologie populaire prétend que la ville abritant un caravansérail, son nom viendrait de Sabbam atthi qui veut dire « Nous avons de tout. » .

### Sāvatthī au temps du Bouddha
Selon Buddhaghosa, Sāvatthī était la première ville du Kosala qui comprenait 80 000 bourgs et villages. La ville abritait 57 000 foyers. Elle était reliée à Rajgir par une route passant par Vaisali, Setavya, Kapilavastu, Kusinâgar, Pava et Bhoganagara. Une autre route menait à Kosambi en passant par Kaseta et Toranavatthu. Un village de pêcheurs d’une centaine de familles se trouvait en dehors des murs. L’actuelle rivière Rapti se nommait Aciravati.
Les environs comprenaient trois monastères : Jetavana, Pubbarama et Rajakarama. Les moines et nonnes faisaient aussi des retraites dans la forêt proche d’Andhavana.
Le roi Pasenadi était un adepte du bouddhisme, mais aussi du jaïnisme, selon les textes de cette religion. Il était l’un des mécènes du Bouddha qui serait venu dans la ville pour la première fois à l’invitation du riche Sudatta Anathapindika. Ses autres protecteurs y étaient Visakha et Suppavasa. Gautama aurait passé 25 saison des pluies à Sāvatthī, dont 19 à Jetavana, monastère établi sur un terrain offert par Anathapindika, et 6 à Pubbarama. Selon Woodward, 844 suttas furent prêchés à Jetavana, 23 à Pubbarama et 4 dans les environs de la ville. Le Dīgha Nikāya en contiendrait 6, le Majjhima Nikaya 75, le Samyutta Nikāya 736 et l’Anguttara Nikaya 54. Divers historiens actuels, parmi diverses chronologies, proposent ces dates pour les retraites du Bouddha en saison des pluies (varsah) : retraite 14 en -515, retraites 21 à 44 entre -508 et -485

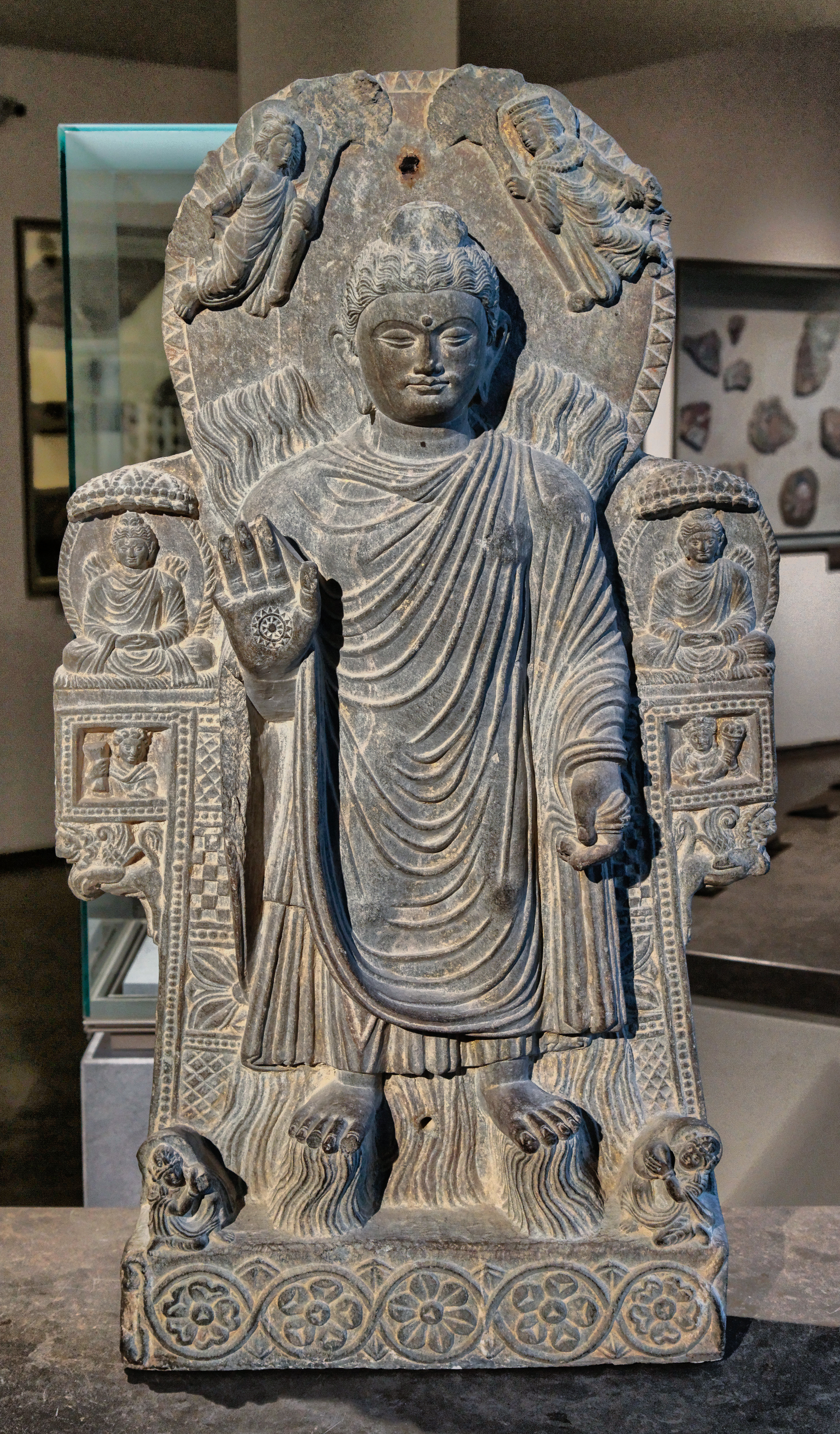
Le grand miracle de Sāvatthī ou le double miracle de l'eau et du feu. Afghanistan, région du Kapiça, monastère de Paitava, IIIe siècle, schiste. Musée Guimet

Sāvatthī est le site où Gautama, pourtant opposé par principe à la magie, accomplit néanmoins le « miracle de la dualité » (yamaka patihariya) pour faire taire ses adversaires et convaincre le roi Pasenadi. Lors de ce miracle, le corps d'un bouddha émet simultanément du feu et de l’eau, alternativement par le haut et le bas ou par la droite et la gauche. D’après le Sumangala Vilāsinī, Savatthi est l’endroit où tous les bouddhas accomplissent ce miracle.

### À partir d’Ashoka

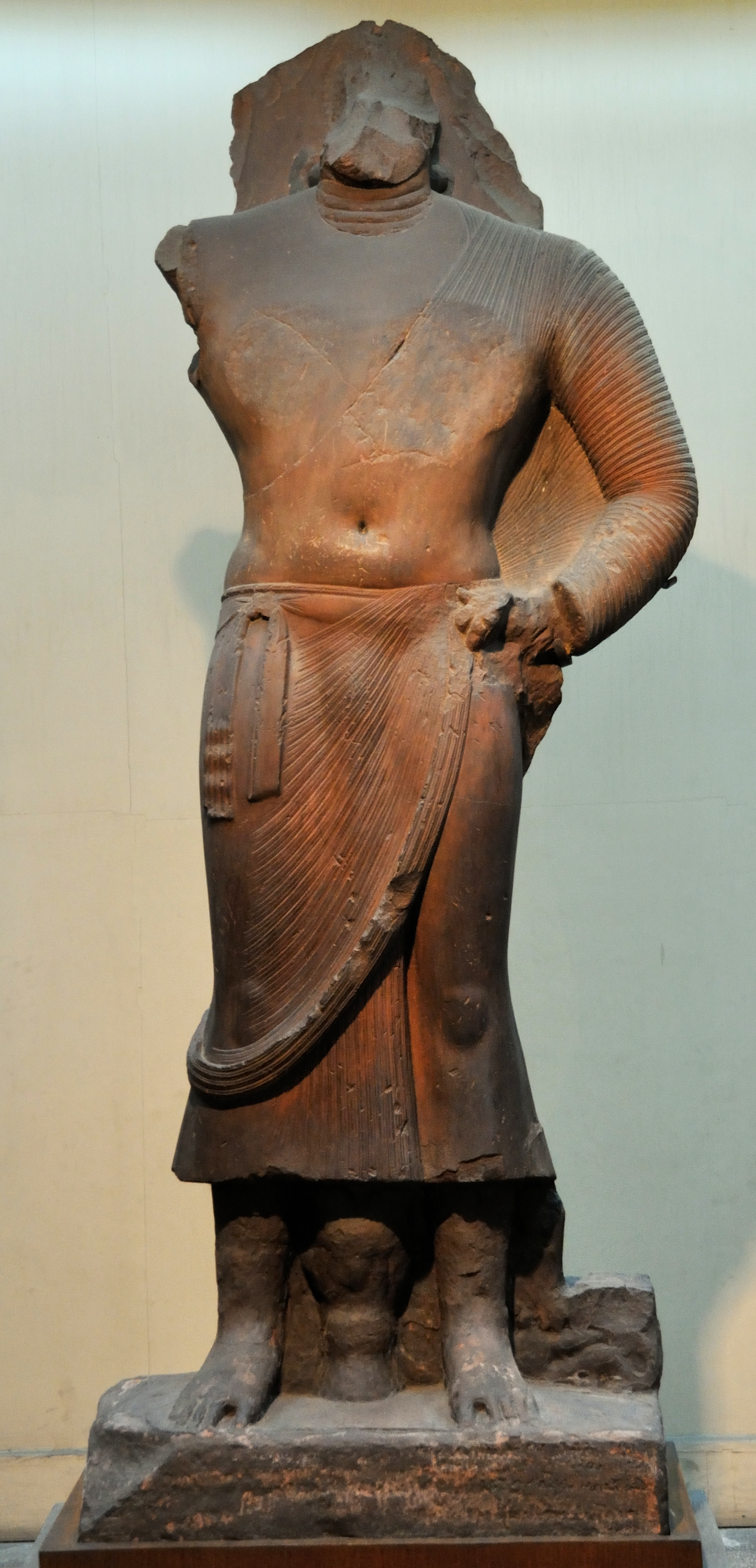
Bodhisattva établi à Sāvatthī (lieu de Saheth-Maheth) sous le règne d'Ashoka ou de Huvishka, II.

L’empereur Ashoka aurait visité la ville et fait ériger deux piliers et un stūpa à proximité. Elle fut visitée par le pèlerin Faxian au Ve siècle. On ne sait plus grand chose de cette bourgade après le passage du moine chinois Xuanzang au VIIe siècle, qui la trouva déjà en ruine mais put repérer les sites historiques du bouddhisme.
Au milieu du XIIe siècle, la reine Kumardevi de Kannauj établit de nouveaux monastères à l’emplacement de Jetavana. Selon le Jaimini Bharata (XVIIe siècle), un roi nommé Suhridhvaja luttant contre les musulmans y aurait redonné essor au jaïnisme. Son emplacement était oublié lorsqu’elle fut retrouvée par Alexander Cunningham en 1863.
Au XXIe siècle, on peut voir des vestiges de murs de la vieille ville, les stūpas d’Angulimala et d’Anathapindika, ainsi qu’un temple jaïn dédié à un tirthankara. Dans les environs se trouve le lieu du « miracle de la dualité » et le site de Jetavana avec l'emplacement de la hutte du Bouddha (Gandhakuti) et l’arbre d’Anandabodhi.Il serait issu selon la tradition d'une graine de l’arbre de la bodhi plantée par Ananda devant la hutte du Bouddha pour que les visiteurs puissent y accrocher les guirlandes apportées en cas d’absence de l'occupant. On trouve sur le site de la ville des monastères coréen, srilankais, thaïlandais, birman, tibétain et chinois.

## Lieux et monuments
Les vestiges de Sāvatthī se trouvent sur les actuels sites de Saheth-Maheth, Orajhar, Panahiajhar et Kharahuwanjhar. La ville porta aussi les noms de Chandrikapuri et Champakpuri.

## Galerie

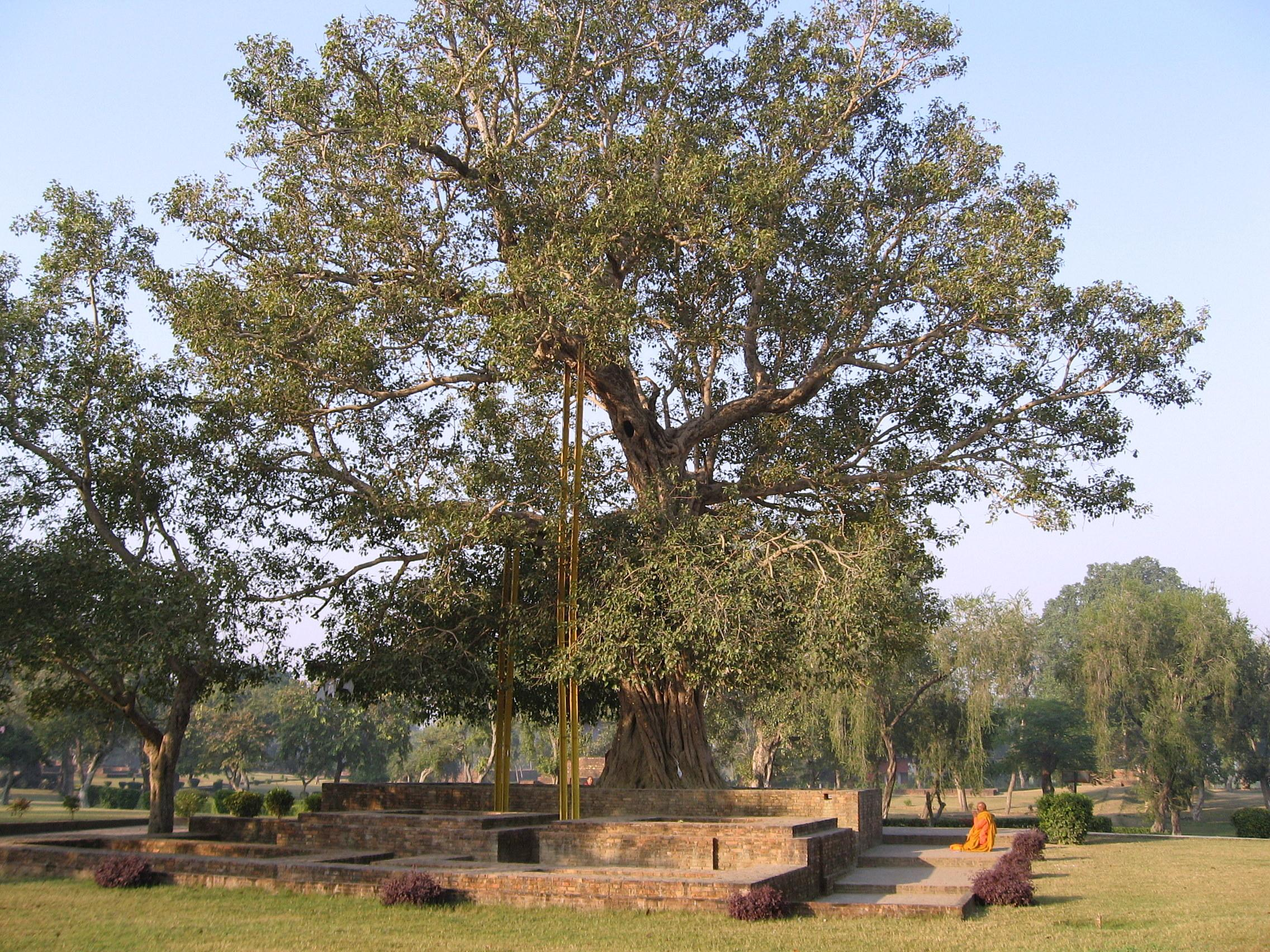
Arbre d’Anandabodhi à Jetavana
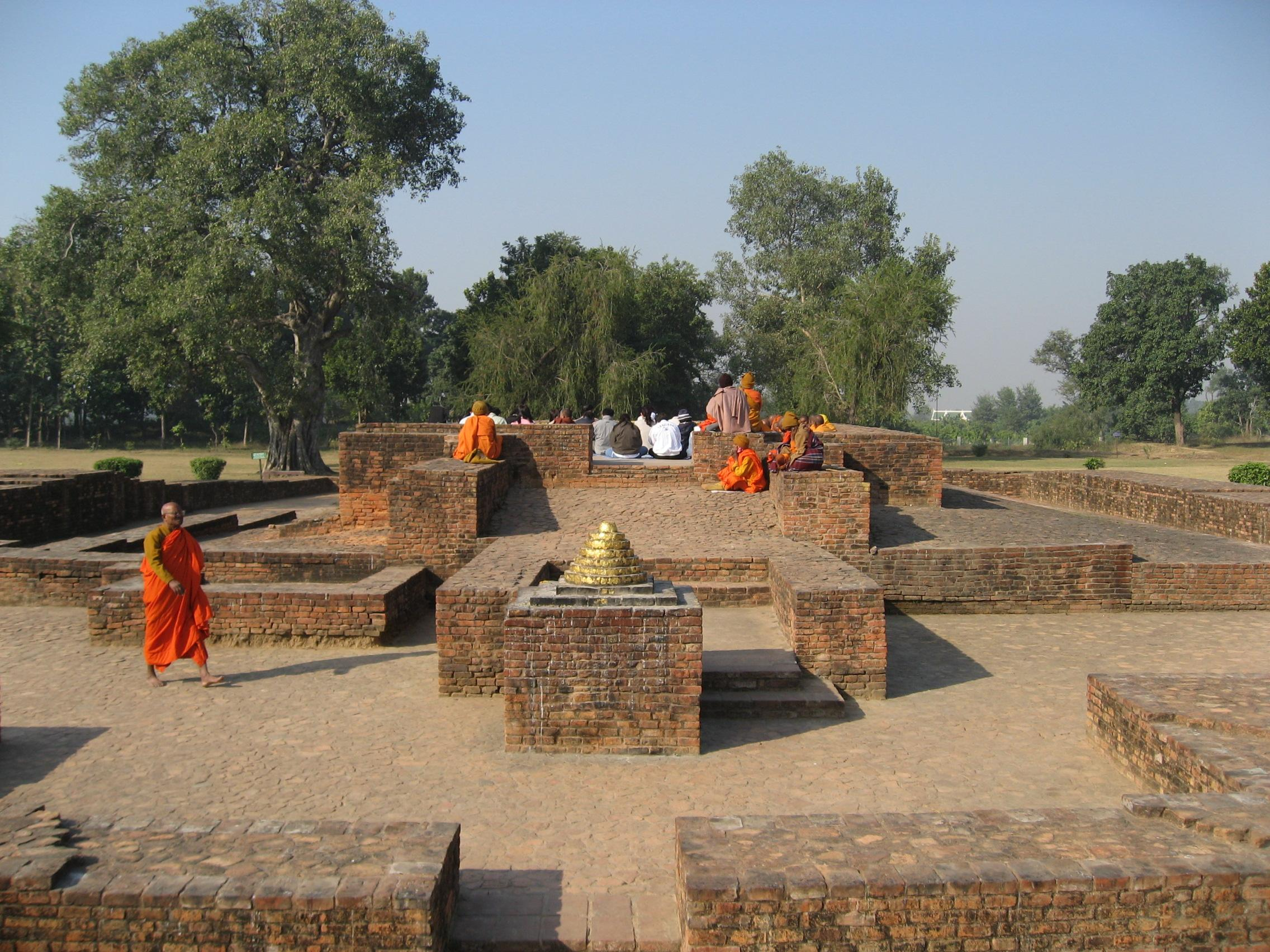
Gandhakuti, emplacement de la hutte de Gautama à Jetavana
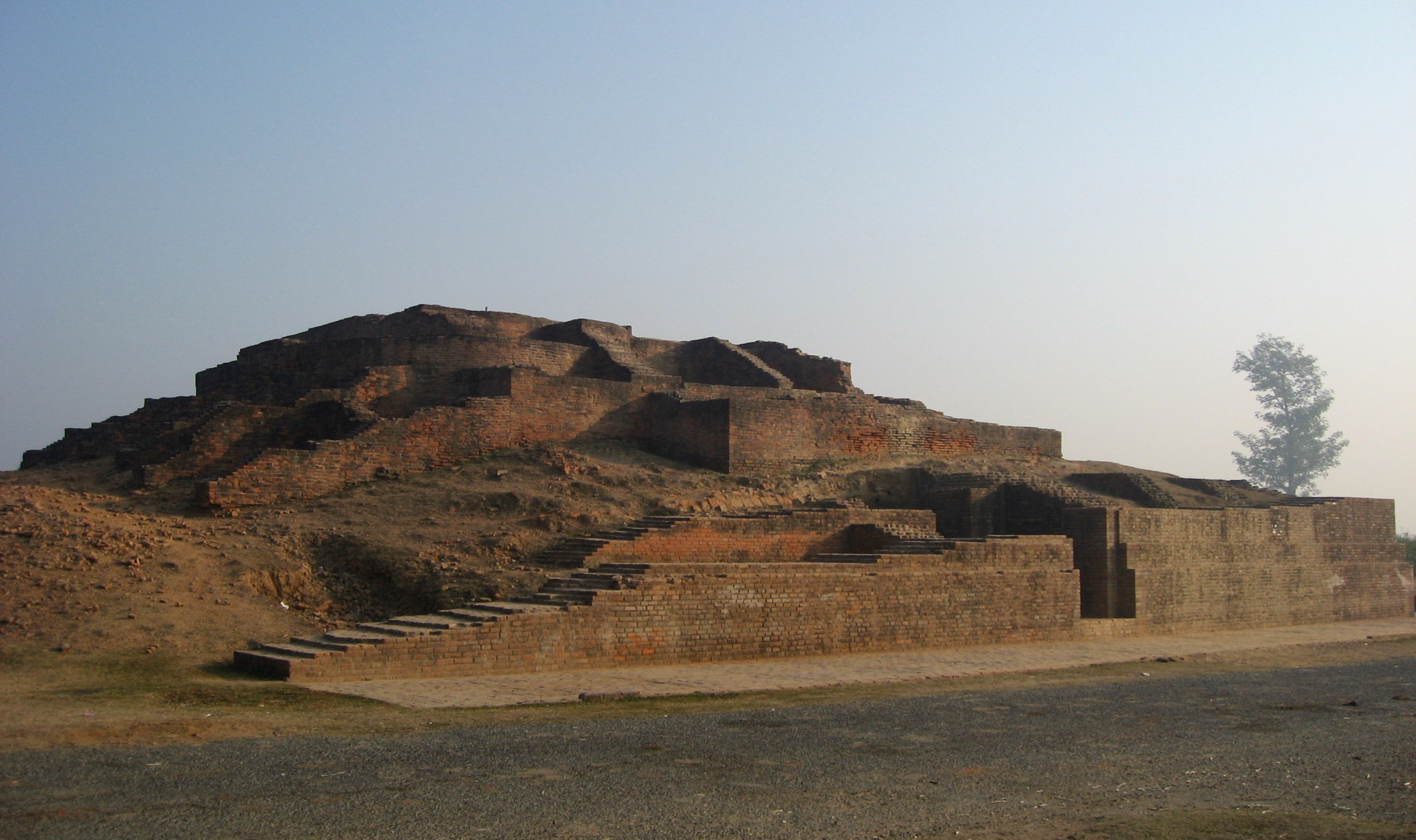
Stūpa d’Angulimala
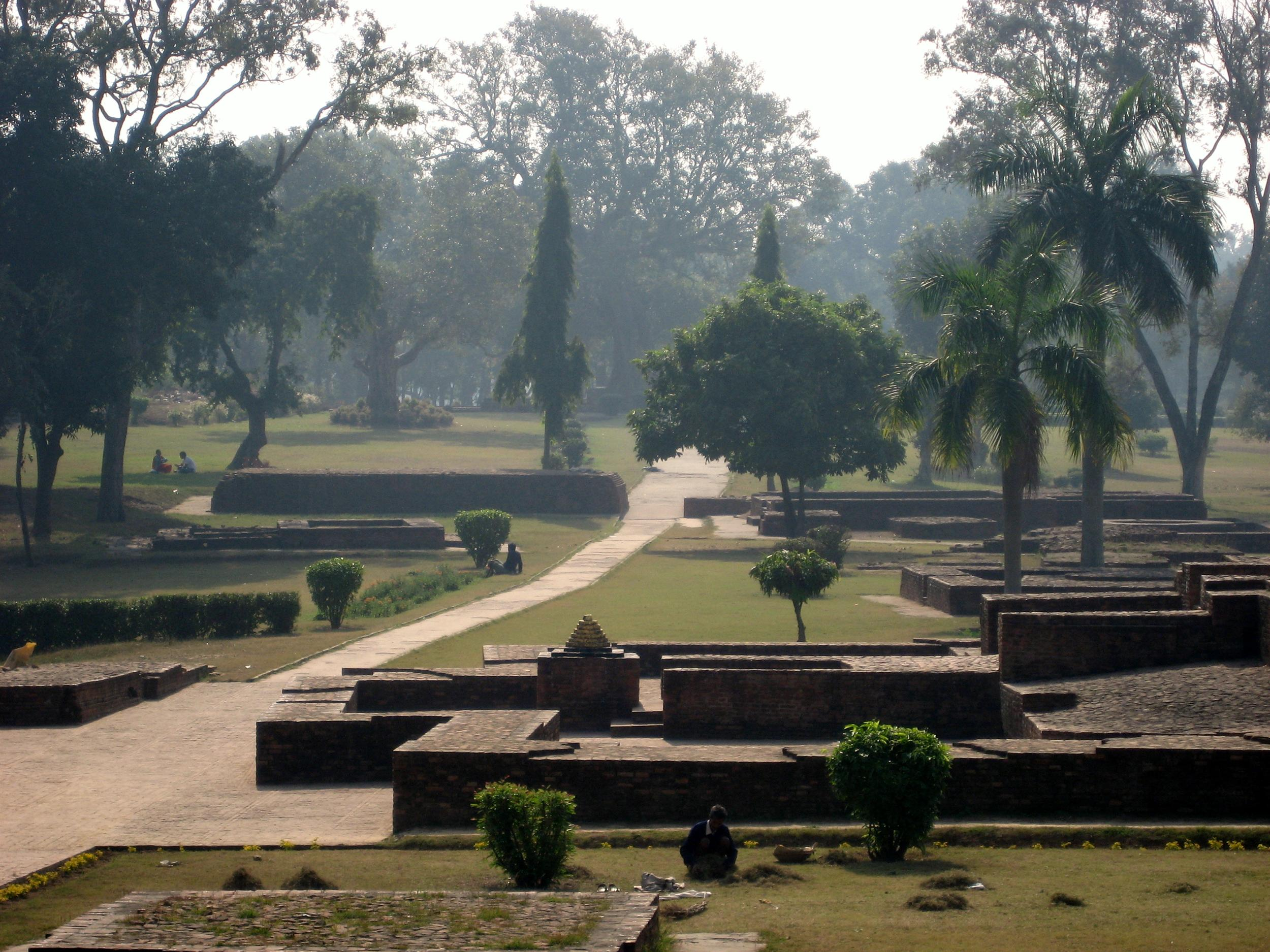
Jetavana
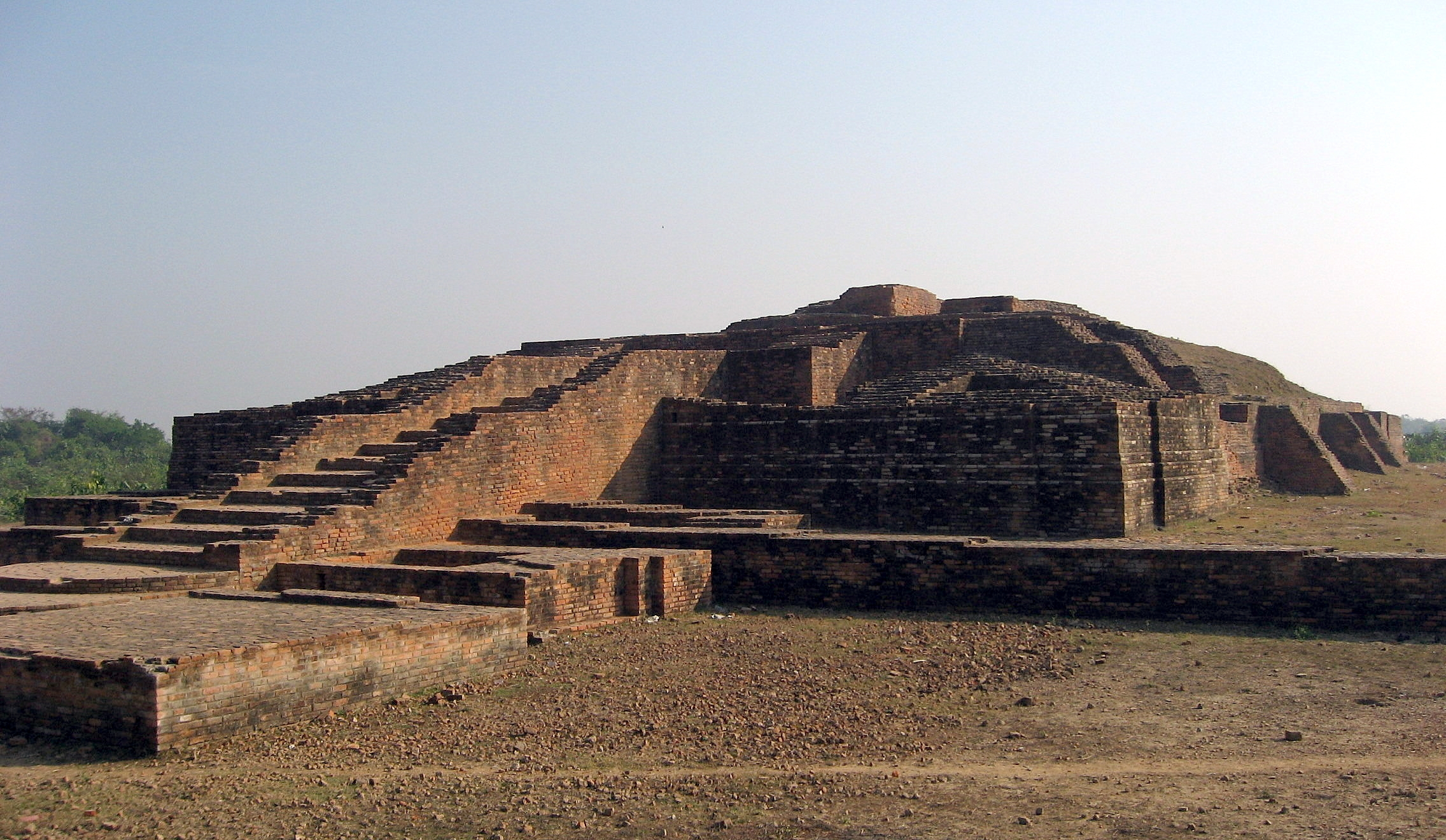
Stūpa d’Anathapindika, mécène et disciple du Bouddha
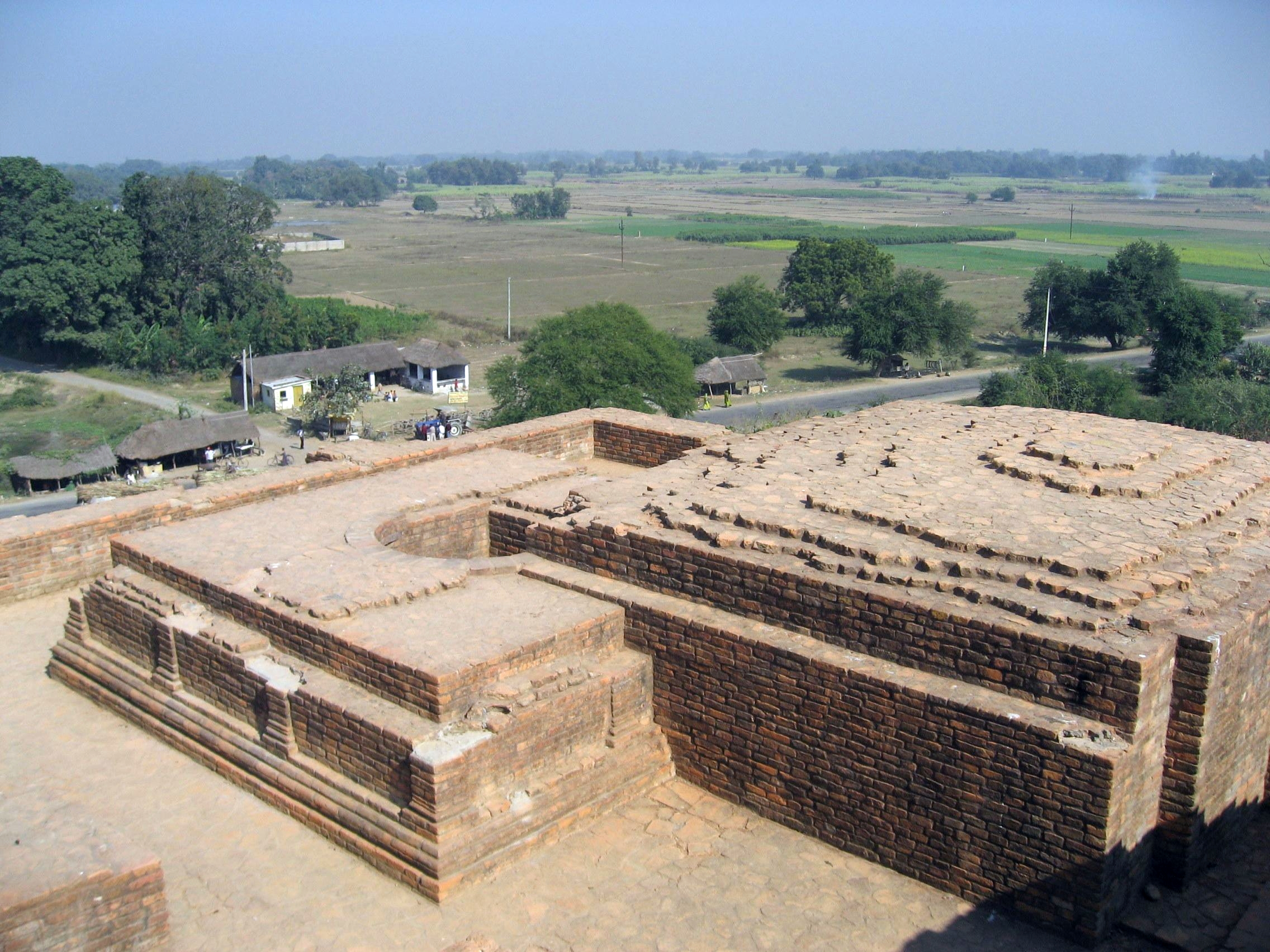
Stūpa commémoratif du « miracle de la dualité »
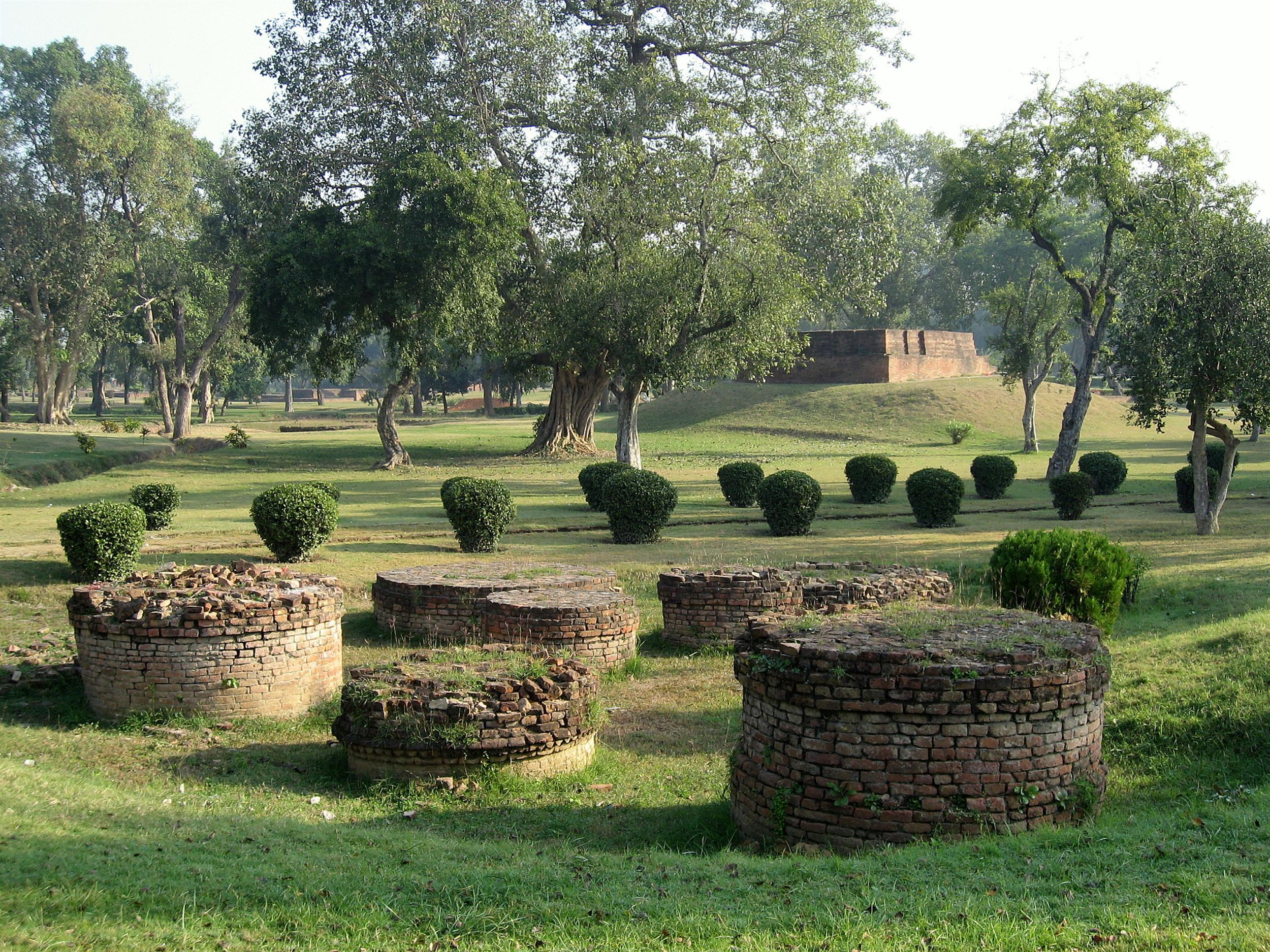
Stūpas à Jetavana
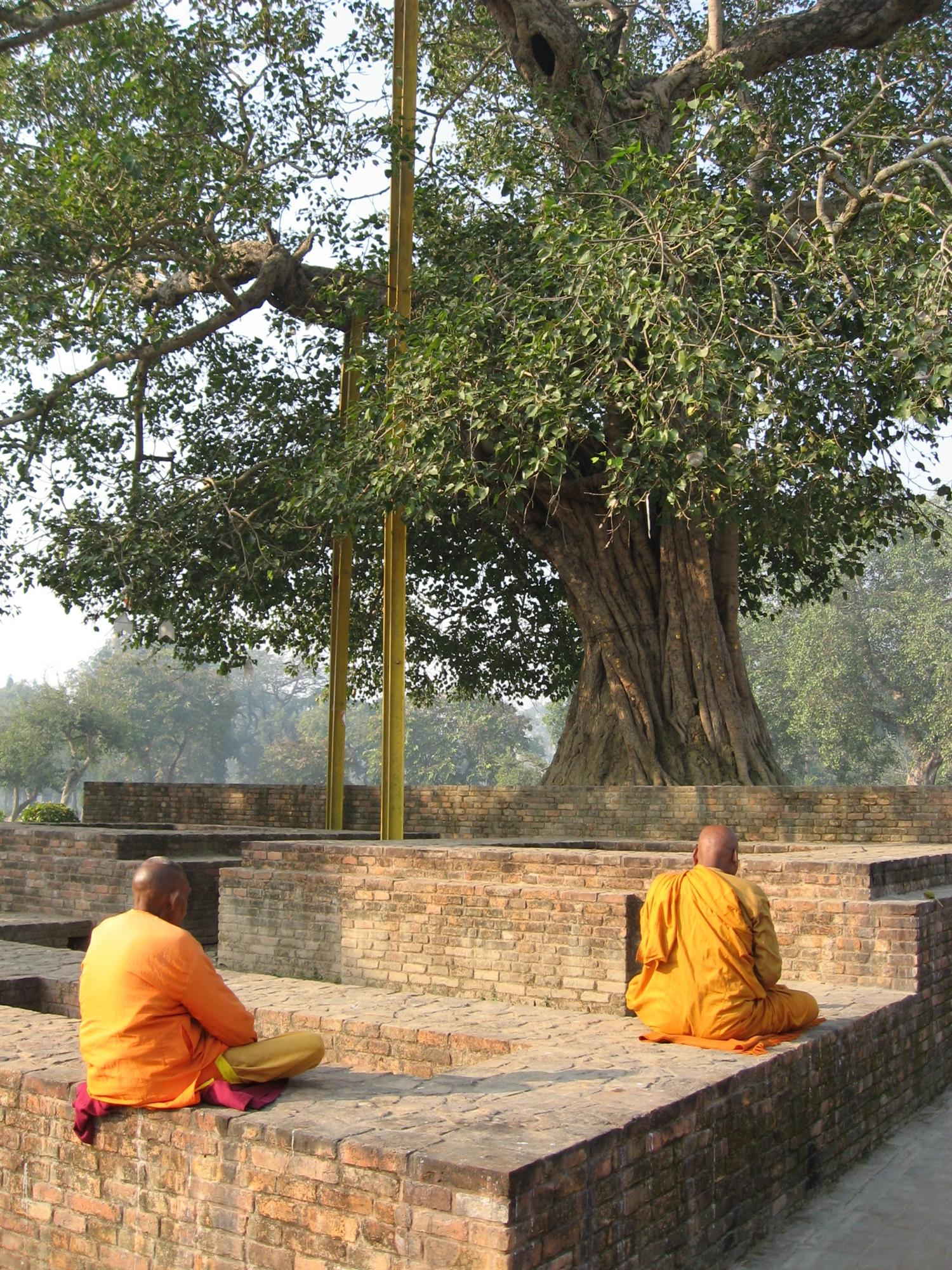
Moines méditant sous l’arbre d’Anandabodhi